# Arno Berg
Arno Berg (14 de febrero de 1890 – 1 de junio de 1974) fue un arquitecto y anticuario noruego nacido en Suecia. Berg se interesa particularmente por la preservación de edificios históricos en Oslo.
Berg nació en Gotemburgo, Suecia. Fue hijo de Edvard Berg (1859-1912) y Clarita Krüger (1865-1926). Se graduó del Real Instituto de Tecnología de Estocolmo en 1914. Sus primeros trabajos fueron con los arquitectos Andreas Hesselberg Bjercke (1883-1967) y Georg Christen Eliassen (1880-1964), quienes acababan de ganar un concurso para construir un nuevo edificio para las oficinas centrales de la Line Noruega Americana (Den norske Amerikalinje ) en Oslo.
Trabajó en el Museo Noruego de Historia Cultural, en Oslo desde 1918 hasta 1927. Después fue contactado por el arquitecto Harald Aars (1875-1945), y le ofreció el puesto de secretario de la Sociedad para el Bienestar de Oslo. También fue editor del periódico San Hallvard, publicado por la misma sociedad, además fue autor de varios artículos y reseñas dentro de la publicación.
Fue el primer jede del departamento de patrimonio cultural de Oslo, de 1956 a 1960. La restauración del Basarhallene en la Catedral de Oslo, los edificios en el barrio de Homansbyen y Karl Johans gate, así como la restauración de la casa señorial Oslo Ladegård y la Fortaleza de Akershus fueron objetos de su atención. Entre sus publicaciones se encuentran Selskabet para Oslo Byes Vels historie 1811–1861 en 1936, Vår Frelsers kirke en 1950 y un trabajo de dos volúmenes sobre la Fortaleza de Akershus.
Berg fue miembro honorario de varias organizaciones y fue invitado a ser miembro de la Academia Noruega de Ciencias y Letras . Fue galardonado con la Medalla de San Hallvard y fue condecorado Comandante de la Orden de San Olav . El Arno Bergs plass en Oslo fue nombrado en su honor. Un busto de Arno Berg realizado por el escultor Arnold Haukeland fue inaugurado en Oslo Ladegård en 1972.

## Obras destacadas
- Castillo de Akershus (1600–1700), 1950
- Iglesia de nuestro salvador (Vår Frelsers Kirke), 1950
- Finca Real de Bygdøy (Bygdøy kongsgård), 1952
- Antiguo ayuntamiento de Christiania, Oslo, Noruega. (Det gamle Christiania), 1965